# Міжнародне бюро контейнерів
Міжнародне бюро контейнерів, фр. Bureau International des Containers (BIC) — організація, що займається стандартизацією вантажних контейнерів. 
Код BIC — код власника транспортного контейнера, призначений Міжнародним бюро контейнерів.